# LY-344,545
LY-344,545 je lek koji se koristi u naučnim istraživanjima. On deluje kao antagonist metabotropnog glutamatnog receptora 5. On je epimer 2/3-selektivnog antagonista LY-341,495.